# Hlívovec ostnovýtrusý
Hlívovec ostnovýtrusý (Rhodotus palmatus) je houba z čeledi Physalacriaceae, která je v České republice chráněná dle vyhlášky č. 395/92 Sb. zákona 114/92 Sb jako kriticky ohrožený druh. Druh roste vyjma toho i v Severní Americe, severní Africe, zbytku Evropy a Asii. Jeho populace v Evropě jsou v současnosti na ústupu.
Typový druh rodu Rhodotus původně popsal jako Agaricus palmatus v roce 1785 francouzský botanik Jean Bulliard; mykolog Elias Magnus Fries jej pod stejným jménem uvedl ve svém díle Systema Mycologicum. Do nově vzniklého rodu Rhodotus jej v roce 1926 ve své publikaci zařadil francouzský mykolog René Maire.